# Diplodus vulgaris
 (avril 2023).
Si vous disposez d'ouvrages ou d'articles de référence ou si vous connaissez des sites web de qualité traitant du thème abordé ici, merci de compléter l'article en donnant les références utiles à sa vérifiabilité et en les liant à la section « Notes et références ».
Espèce
Statut de conservation UICN

 LC  : Préoccupation mineure
Sar à tête noire
Le sar à tête noire (Diplodus vulgaris) est une espèce de la famille des sparidés. Il est également appelé veirade.

## Zone de répartition
On trouve le sar à tête noire principalement en mer Méditerranée, ainsi que dans l'océan Atlantique Est du Sud de la France au Cap-Vert.

## Description
Il est facilement identifiable grâce à ses deux grosses bandes noires : l'une devant les nageoires pectorales l'autre à l'avant de la nageoire caudale. Le reste du corps est gris argenté rayé de bandes jaune doré (parfois peu visibles) avec une tête bleutée. L'adulte mesure en général 25 à 30 cm, mais peut atteindre jusqu'à 45 cm de long. La reproduction a lieu en automne, il pond des œufs pélagiques. Les juvéniles commencent leur vie avec une teinte gris-argent unie ; ce n'est que lorsqu'ils atteignent 4 à 5 cm qu'ils prendront leur couleur définitive.

## Biologie
On le trouve principalement sur les hauts fonds rocheux et à proximité des herbiers (grandes prairies de posidonies). Il vit le plus souvent en compagnie de ses semblables formant de petits bancs (parfois des gros) se nourrissant des vers, de crustacés, il est très friand de mollusques bivalves tel que les moules mais on peut le trouver seul.